# Édouard Philipon
Pour les articles homonymes, voir Philipon.
Édouard Philipon, né le 8 janvier 1851 à Lyon et mort le 17 mars 1926 à Lyon, est un magistrat et homme politique français.

## Biographie
Archiviste paléographe, diplômé de l'École pratique des hautes études et docteur en droit, il s'inscrit comme avocat au barreau de Paris en 1880. Il collabore aussi au Progrès de l'Ain. Il entre dans la magistrature en 1880, comme substitut à Amiens, puis à Lyon en 1882. Il est député de l'Ain de 1885 à 1898 et siège à gauche, notamment au sein du groupe de l'Union progressiste. Il s'intéresse aux questions de propriété littéraire et artistique. Battu en 1898, il reprend sa carrière de magistrat comme conseiller à la Cour d'appel d'Alger, de Caen, de Dijon et de Lyon, tout en continuant des recherches historiques et philologiques.

## Œuvres
- Les peuples primitifs de l'Europe méridionale : recherches d'histoire et de linguistique, 1925
- Le Mandat impératif. Etude de droit constitutionnel comparé, 1882
- Œuvres de Marguerite d’Oyngt, prieure de Poleteins, publiées d’après le manuscrit unique de la Bibliothèque municipale de Grenoble, 1877

## Sources
- Nécrologie par Henry Joly, dans Bibliothèque de l'École des chartes, 1926, p. 439-440.
- « Édouard Philipon », dans le Dictionnaire des parlementaires français (1889-1940), sous la direction de Jean Jolly, PUF, 1960 [détail de l’édition]
- « Édouard Philipon », dans Adolphe Robert et Gaston Cougny, Dictionnaire des parlementaires français, Edgar Bourloton, 1889-1891 [détail de l’édition]